# Jakub Filip Chalecki
Jakub Filip Chalecki herbu własnego (zm. przed 19 czerwca 1698 roku) – łowczy podlaski od 1689 roku.
Poseł sejmiku ziemi drohickiej na sejm konwokacyjny 1696 roku. Po zerwanym sejmie konwokacyjnym 1696 roku przystąpił 28 września 1696 roku do konfederacji generalnej.